# Spadek (sport)
Spadek w sporcie oznacza degradację klubu lub zespołu do niższej ligi. Spadek dotyczy zazwyczaj ostatniej drużyny, czasami o spadku decydują baraże.
Ostatni klub może nie spaść z najwyższej klasy rozgrywkowej, gdy liga zostaje powiększana pod względem liczby drużyn. Taki przypadek zaistniał m.in. w piłkarskiej I lidze sezonu 1990/1991, gdy, rozszerzając ligę z 16 do 18 drużyn, ostatnia i przedostatnia drużyna wygrały baraże o utrzymanie.